# Hanna Mariën
Hanna Mariën (Herentals, 16 de maio de 1982) é uma velocista e campeã olímpica belga.
Ganhou a medalha de bronze no Campeonato Mundial de Atletismo de 2007, em Osaka, Japão, integrando o revezamento 4x100 m que estabeleceu novo recorde nacional belga com o tempo de 42.75. Em Pequim 2008, integrou novamente o mesmo revezamento, junto com Olivia Borlée, Élodie Ouédraogo e Kim Gevaert, chegando em segundo lugar atrás da equipe da Rússia, ficando com a medalha de prata. Entretanto, em 16 de agosto de 2016,  o Comitê Olímpico Internacional, após reexames com técnicas mais avançadas de amostras de atletas daqueles Jogos, desclassificou a equipe russa por conta do teste positivo de uma de suas integrantes, Yuliya Chermoshanskaya, para as substâncias proibidas  estanozolol e turinabol. A medalha de ouro foi então realocada à equipe belga, fazendo de  Mariën uma campeã olímpica.
Encerrando a carreira no atletismo em 2012, ela passou a competir no bobsleigh e disputou os Jogos Olímpicos de Inverno de 2014, em Sochi, Rússia, onde ficou em sexto lugar nas duplas femininas com Elfje Willemsen.
Em 10 de setembro de 2016, durante o Memorial Van Damme, última etapa do circuito da Diamond League no Estádio Rei Balduíno em Bruxelas e na frente de seu povo num estádio lotado, Mariën recebeu a medalha de ouro olímpica de Pequim 2008, junto com suas companheiras de revezamento, das mãos do presidente do COI na época dos Jogos de Pequim, Jacques Rogge, ele também um belga, do presidente da IAAF Sebastian Coe e do presidente do Comitê Olímpico Belga, Pierre-Olivier Beckers.